# Изабелла Габсбургская
Изабелла Габсбургская (Изабелла Австрийская) (нем. Isabella von Österreich, дат. Isabella af Østrig, 18 июля 1501, Брюссель — 19 января 1526[…], Гент, Фландрия) — эрцгерцогиня Австрии, инфанта Испании и принцесса Бургундии, королева Дании, Норвегии и Швеции.

## Биография
Дочь короля Кастилии Филиппа I и Хуаны I Кастильской, сестра императора Священной Римской империи Карла V. Также известна под именами Изабелла Бургундская, Изабелла Австрийская и Изабелла Кастильская.
11 июля 1514 года состоялась церемония заключения брака по доверенности. В отсутствие на церемонии самого жениха, короля Кристиана II Датского, его представителем был дед Изабеллы, император Максимилиан I. Год спустя прибыл архиепископ Норвегии, чтобы сопроводить её в Копенгаген. 12 августа 1515 года был заключён официальный брак.
Изабеллу короновали и дали имя Елизавета (дат. Elisabet). Первый год брака отношения между семьёй Изабеллы и королём Кристианом II были весьма прохладные. Любовница короля Дивеке (дочь голландской мещанки Сигбритты, дат. Dyveke Sigbritsdatter) была с ним в отношениях с 1507 года, и он не собирался бросать её из-за малолетней жены.
Разгневанный император начал было дипломатическую борьбу с Кристианом II, но вопрос решился сам собой в 1517 году, когда Дивике умерла (вероятно, была отравлена). В следующие годы отношения Изабеллы с мужем значительно улучшились.
В немалой степени благодаря ходатайству королевы Изабеллы Датской, из Дилингенской тюрьмы был освобождён Иоганн-Каспар Аквила, ближайший соратник Мартина Лютера, который был посажен туда по указанию епископа аугсбургского.
Когда Кристиан II был свергнут в 1523 году дворянами, поддерживавшими его дядю Фредерика, новый король решил сохранить хорошие отношения с семьёй Изабеллы. Он лично написал письмо в Германию, предложив ей пенсию как вдовствующей королеве и разрешил остаться в Дании под его защитой, в то время как Кристиан II бежал в Голландию.
Однако Изабелла послала ему ответное письмо, начинавшееся словами «ubi rex meus, ibi regna mea» (лат. «где мой король, там моё королевство»). Она покинула Данию вместе с мужем и детьми. Изабелла умерла в возрасте 24 лет. Похоронена Изабелла Австрийская была в королевской часовне францисканского монастыря в городе Оденсе, рядом со своим мужем. В XIX веке их останки были перезахоронены и теперь покоятся в соборе Святого Кнуда.

## Дети
Изабелла родила шесть детей:
- Ганс (21 февраля 1518 — ок. 1532)
- Максимилиан (4 июля 1519 — ок. 1519)
- Филипп (4 июля 1519 — ок. 1520)
- Доротея (10 ноября 1520 — 31 мая 1580), вышла замуж за курфюрста Пфальцского Фридриха II,
- Кристина (ноябрь 1521 — 10 декабря 1590), герцогиня Миланская, получила известность благодаря портрету, написанному Гансом Гольбейном младшим, когда английский король Генрих VIII искал себе невесту.
- Сын (род. в январе 1523)

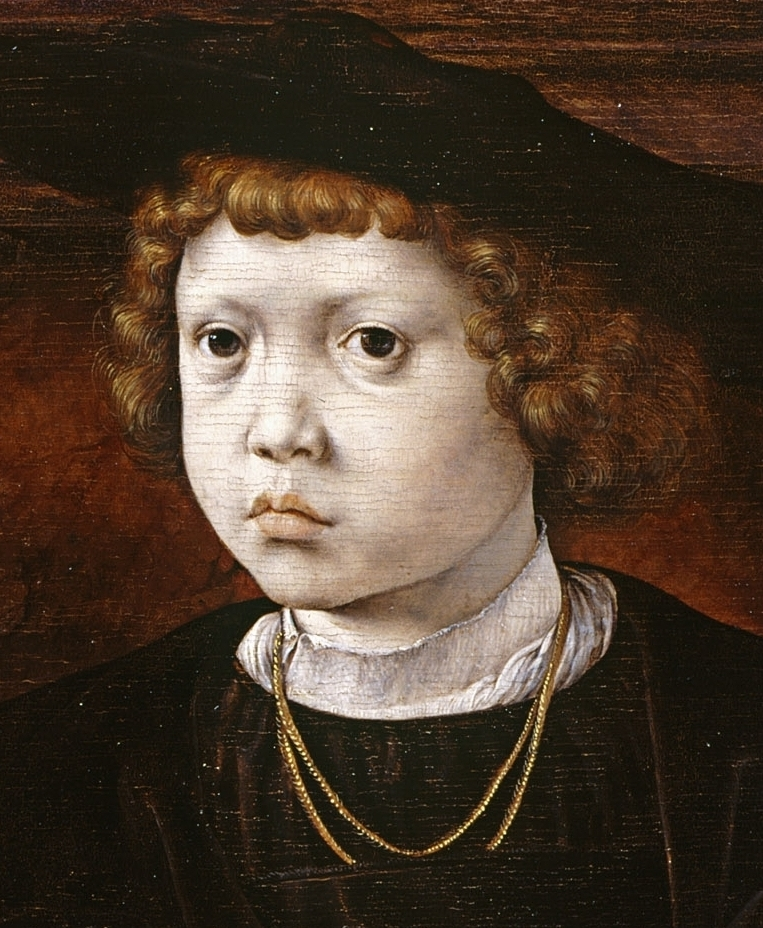
Ганс
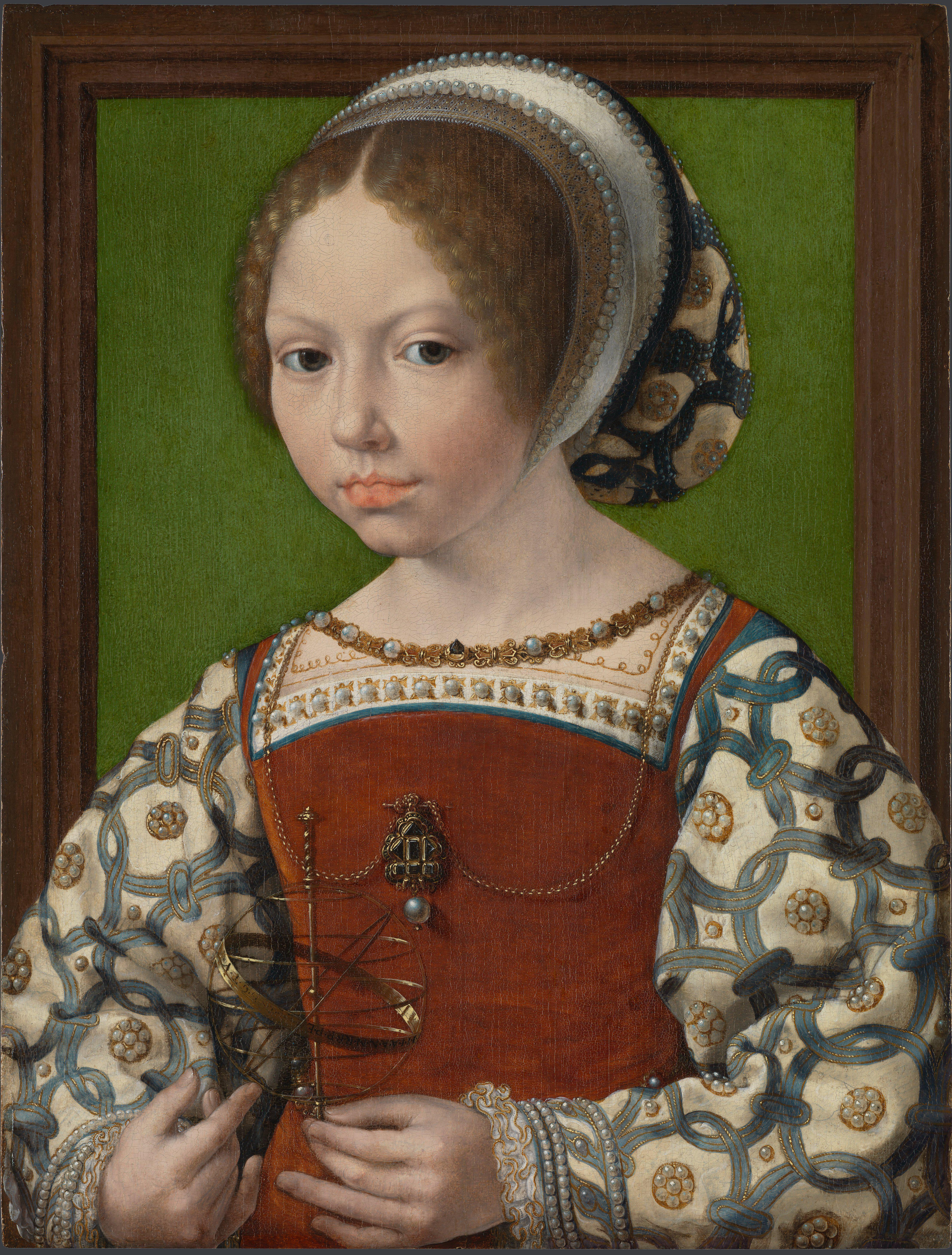
Доротея
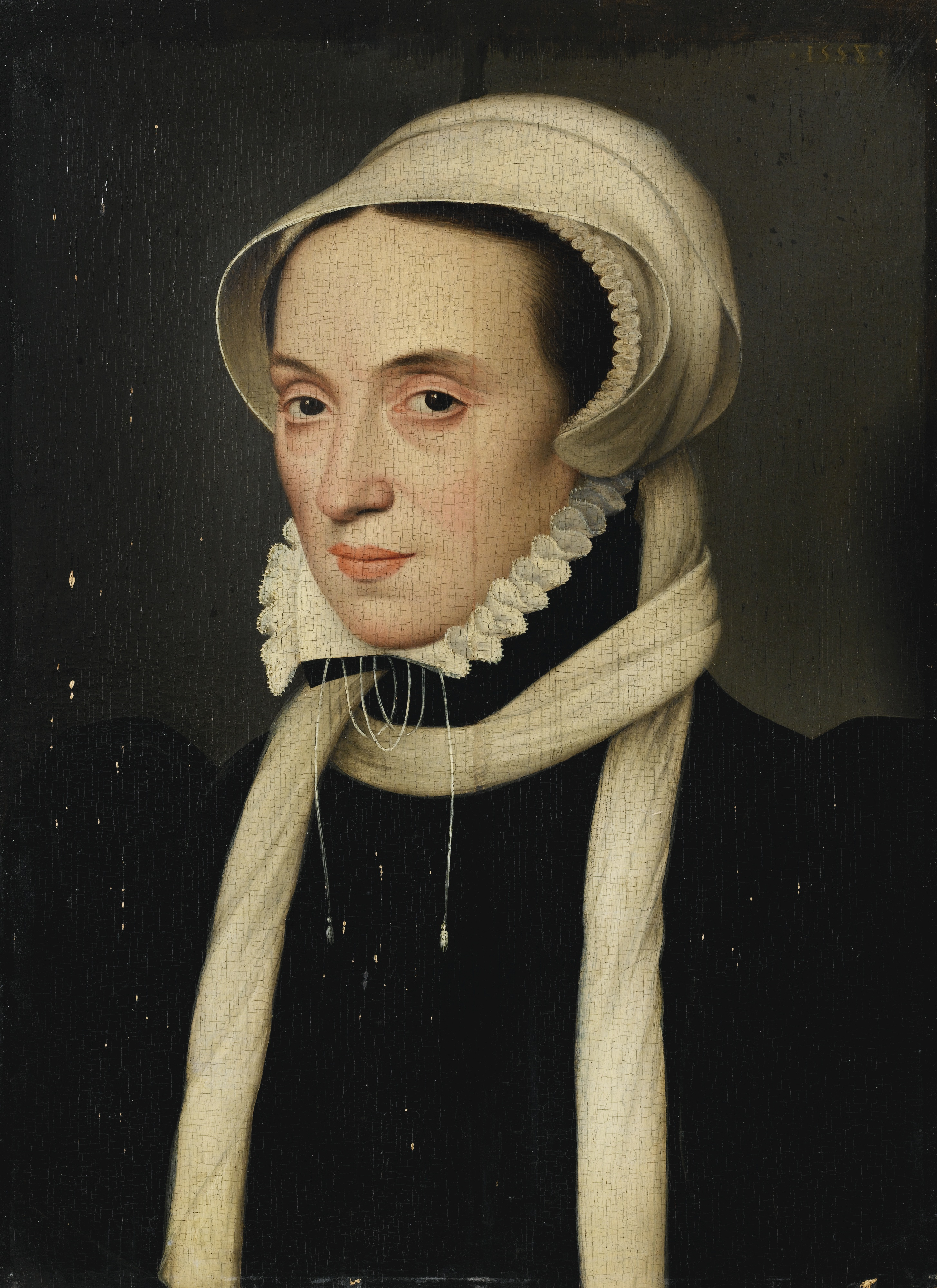
Кристина